# Parco Naturale Adamello
Parco Naturale Adamello este o arie protejată (arie de protecție specială avifaunistică — SPA) din Italia întinsă pe o suprafață de 21.722 ha, integral pe uscat.

## Localizare
Centrul sitului Parco Naturale Adamello este situat la coordonatele 46°02′35″N 10°27′51″E / 46.042936°N 10.464126°E.

## Înființare
Situl Parco Naturale Adamello a fost declarat arie de protecție specială avifaunistică în februarie 2004 pentru a proteja 1 specie de plante și 121 de specii de animale.

## Biodiversitate
Situată în ecoregiunea alpină, aria protejată conține 22 de habitate naturale: Mlaștini turboase de tranziție și turbării mișcătoare, Formațiuni ierboase bogate în specii de Nardus, dezvoltate pe substraturi silicioase în zone montane (și în zone submontane, în Europa continentală), Păduri alpine de Larix decidua și/sau Pinus cembra, Pajiști alpine și boreale, Liziere de ierburi înalte hidrofile de câmpie și de nivel montan până la alpin, Turbării active, Grohotișuri termofile și vest-mediteraneene, Tufărișuri cu Pinus mugo și Rhododendron hirsutum (Mugo-Rhododendretum hirsuti), Lacuri și iazuri distrofice naturale, Formațiuni pioniere alpine de Caricion bicoloris-atrofuscae, Fânețe montane, Pajiști boreale și alpine pe substrat silicios, Pante stâncoase silicioase cu vegetație casmofită, Grohotișuri silicioase de la nivelul montan până la nivelul zăpezii (Androsacetalia alpinae și Galeopsietalia ladani), Pante stâncoase calcaroase cu vegetație casmofită, Pajiști cu Molinia pe soluri calcaroase, turboase sau argilos-nămoloase (Molinion caeruleae), Grohotișuri calcaroase și de șisturi calcaroase de la nivelul montan până la nivelul alpin (Thlaspietea rotundifolii), Tufărișuri subarctice cu Salix spp., Pajiști alpine și subalpine calcaroase, Râuri de munte și vegetația erbacee de pe malurile acestora, Ghețari permanenți, Păduri acidofile de Picea de la nivel montan la nivel alpin (Vaccinio-Piceetea).
La baza desemnării sitului se află mai multe specii protejate:
- plante (1): papucul doamnei (Cypripedium calceolus)
- păsări (115): inărița (Acanthis flammea), uliu porumbar (Accipiter gentilis), uliu păsărar (Accipiter nisus), fluierar de munte (Actitis hypoleucos), pițigoi codat (Aegithalos caudatus), minunița (Aegolius funereus), ciocârlie-de-câmp (Alauda arvensis), potârnichea de stâncă (Alectoris graeca saxatilis), rață pitică (Anas crecca), rață mare (Anas platyrhynchos), fâsă de luncă (Anthus pratensis), fâsă de pădure (Anthus spinoletta), fâsă de pădure (Anthus trivialis), lăstunul mare (Apus apus), acvilă de munte (Aquila chrysaetos), ciuf-de-pădure (Asio otus), Bombycilla garrulus, cocoșul de mesteacăn (Bonasa bonasia), buha (Bubo bubo), șorecarul comun (Buteo buteo), Calcarius lapponicus, caprimulg (Caprimulgus europaeus), sticlete (Carduelis carduelis), Carduelis citrinella, Certhia brachydactyla, cojoaica de pădure (Certhia familiaris),  prundaș gulerat mic (Charadrius dubius), florinte (Chloris chloris), mierla de apă (Cinclus cinclus), șerpar (Circaetus gallicus), erete vânăt (Circus cyaneus), botgros (Coccothraustes coccothraustes), porumbel gulerat (Columba palumbus), corb (Corvus corax), cioară de semănătură (Corvus frugilegus), prepeliță (Coturnix coturnix), cuc (Cuculus canorus), pițigoi albastru (Cyanistes caeruleus), lăstun de casă (Delichon urbicum), ciocănitoare pestriță mare (Dendrocopos major), ciocănitoare neagră (Dryocopus martius), presură de munte (Emberiza cia), presură galbenă (Emberiza citrinella), măcăleandru (Erithacus rubecula), Eudromias morinellus, vânturel roșu (Falco tinnunculus), muscar negru (Ficedula hypoleuca), cinteză (Fringilla coelebs), Fringilla montifringilla, becațină comună (Gallinago gallinago), gaiță (Garrulus glandarius), ciuvică (Glaucidium passerinum), frunzăriță galbenă (Hippolais icterina), rândunică (Hirundo rustica), capîntortură (Jynx torquilla), Lagopus muta helvetica, sfrâncioc roșiatic (Lanius collurio), sfrâncioc mare (Lanius excubitor), câneparul (Linaria cannabina), pițigoi moțat (Lophophanes cristatus), forfecuță gălbuie (Loxia curvirostra), Lyrurus tetrix tetrix, mierlă de piatră (Monticola saxatilis), cinghiță alpină (Montifringilla nivalis), codobatură galbenă (Motacilla alba), codobatură de munte (Motacilla cinerea), codobatura galbenă (Motacilla flava), muscar sur (Muscicapa striata), alunar (Nucifraga caryocatactes), pietrar sur (Oenanthe oenanthe), pițigoi mare (Parus major), vrabie (Passer domesticus), pițigoi de brădet (Periparus ater), viespar (Pernis apivorus), codroș de munte (Phoenicurus ochruros), codroșul de pădure (Phoenicurus phoenicurus), pitulice de munte (Phylloscopus bonelli), pitulice de munte (Phylloscopus collybita), pitulice sfârâitoare (Phylloscopus sibilatrix), pitulice-fluierătoare (Phylloscopus trochilus), ciocănitoare verzuie (Picus canus), ciocănitoarea verde (Picus viridis), Plectrophenax nivalis, pițigoi de munte (Poecile montanus), pițigoi sur (Poecile palustris), Prunella collaris, brumăriță de pădure (Prunella modularis), Ptyonoprogne rupestris, stăncuță alpină (Pyrrhocorax graculus), mugurarul (Pyrrhula pyrrhula), aușel sprâncenat (Regulus ignicapilla), aușel cu cap galben (Regulus regulus), mărăcinar (Saxicola rubetra), mărăcinar negru (Saxicola torquatus), sitar de pădure (Scolopax rusticola), cănăraș (Serinus serinus), țiclete (Sitta europaea), scatiu (Spinus spinus), huhurez mic (Strix aluco), graur (Sturnus vulgaris), silvie cu cap negru (Sylvia atricapilla), silvie de zăvoi (Sylvia borin), silvie de câmp (Sylvia communis), silvie-mică (Sylvia curruca), Tachymarptis melba,  cocoș de munte (Tetrao urogallus), fluturașul de stâncă (Tichodroma muraria), pănțărușul (Troglodytes troglodytes), sturzul viilor (Turdus iliacus), mierlă (Turdus merula), sturz-cântător (Turdus philomelos), sturz (Turdus pilaris), mierlă gulerată (Turdus torquatus), sturzul de vâsc (Turdus viscivorus), pupăză (Upupa epops)
- amfibieni (1): Triturus carnifex
- mamifere (2): liliacul mare cu potcoavă (Rhinolophus ferrumequinum), urs brun (Ursus arctos)
- nevertebrate (1): Austropotamobius pallipes
- pești (2): Barbus caninus, Salmo marmoratus

Pe lângă speciile protejate, pe teritoriul sitului au mai fost identificate 166 de specii de plante, 7 specii de amfibieni, 30 de specii de mamifere, 11 specii de nevertebrate, 2 specii de pești, 11 specii de reptile.